# Alfons V. (Aragón)

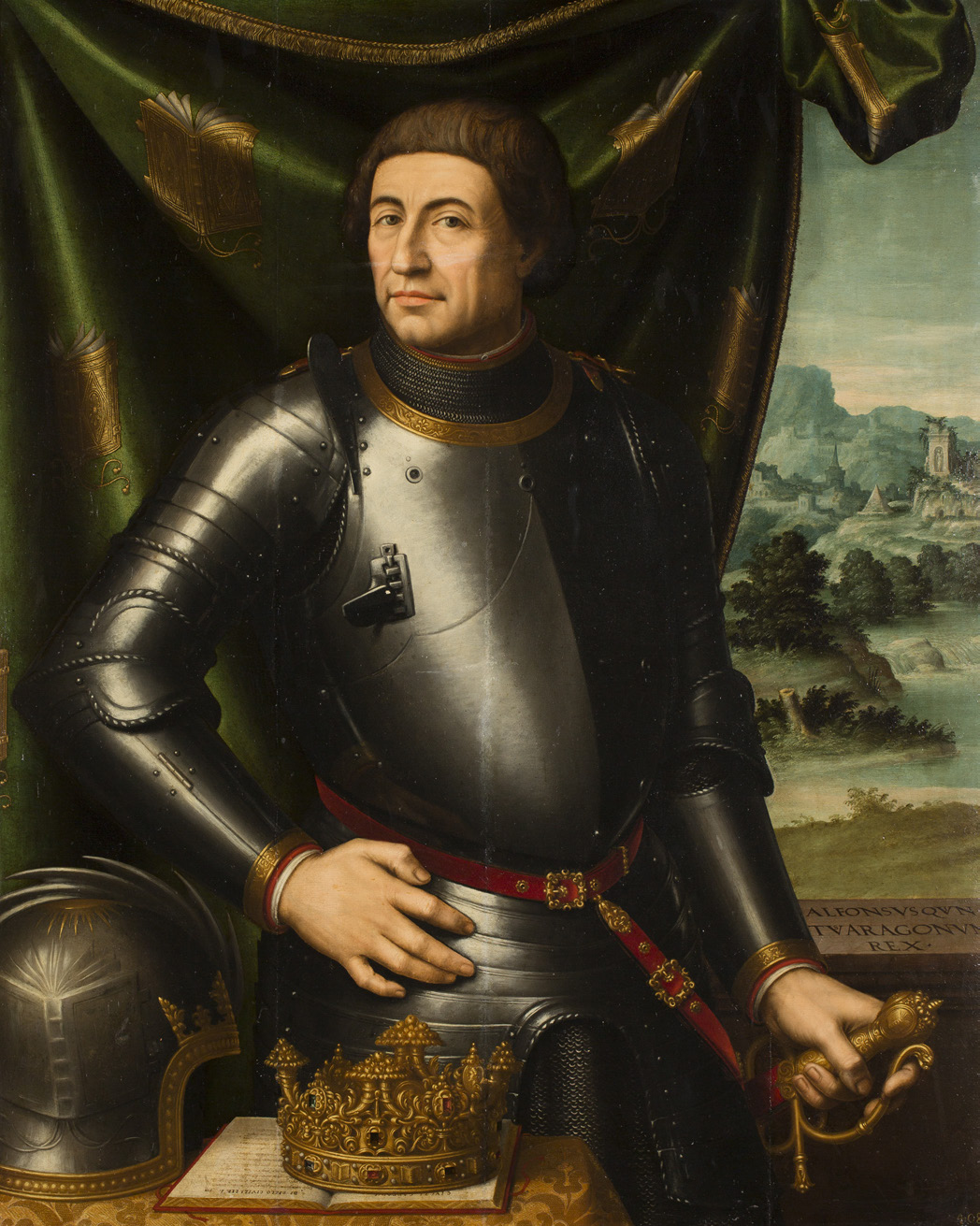
Alfons V. von Aragón

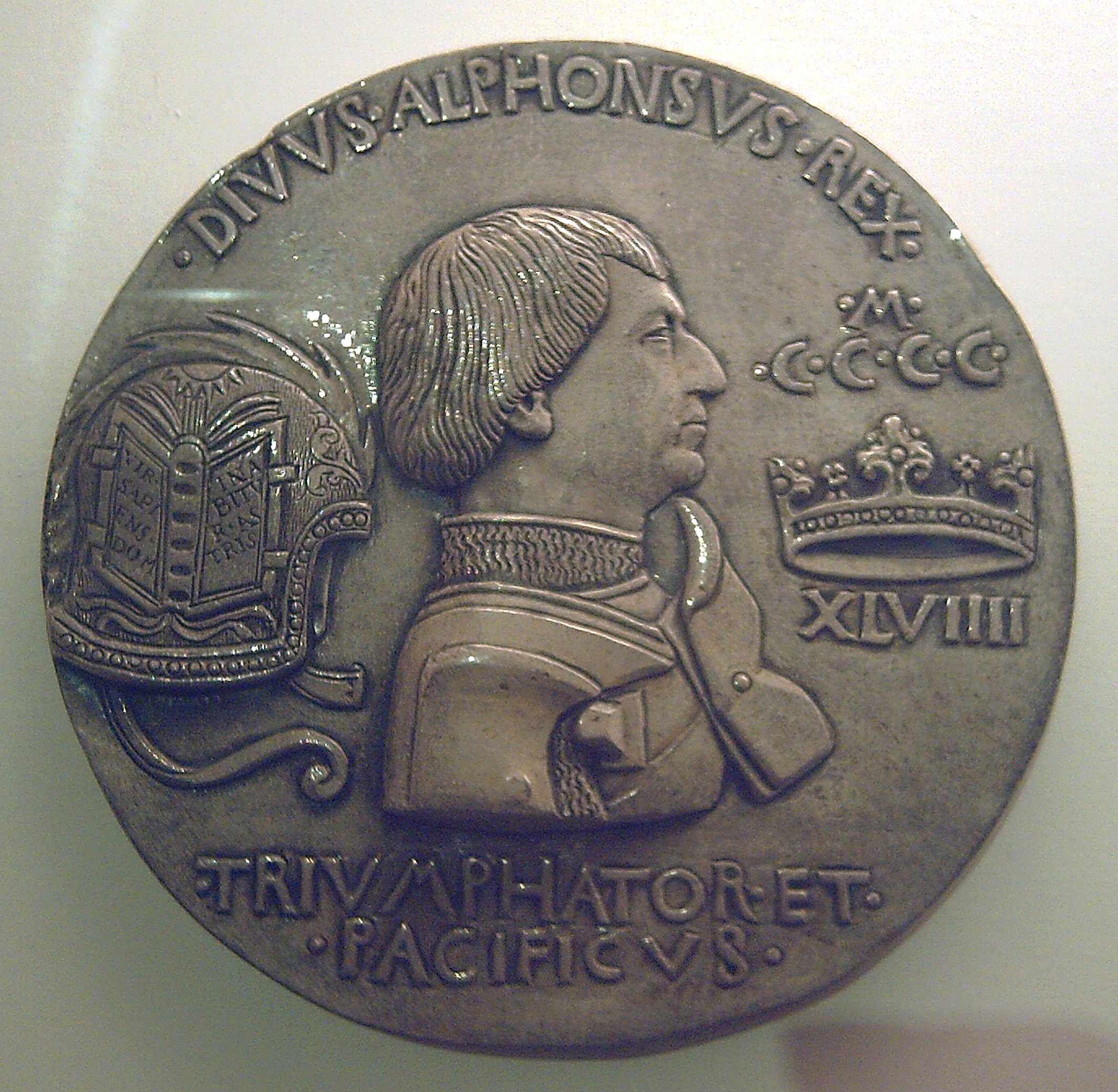
Alfons V. auf einer Silbermedaille geschaffen von Pisanello aus dem Jahr 1449

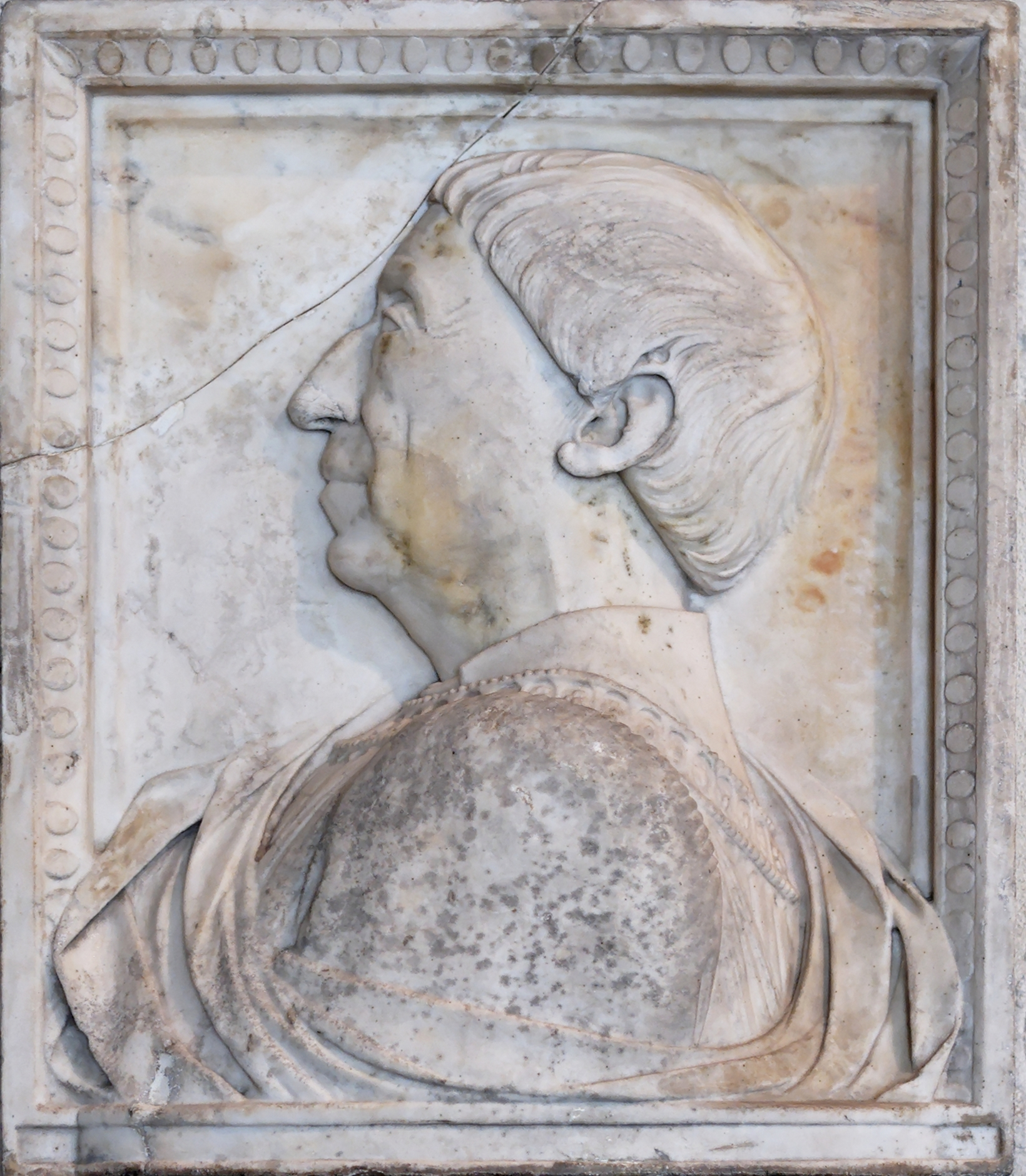
Mino da Fiesole, Alfons V. von Aragón

Alfons V. von Aragon (zugleich: Alfons IV. von Barcelona, Alfons III. von Valencia und Alfons II. von Mallorca und Sardinien), genannt el Magnànim (der Großmütige) (* 1396 in Medina del Campo; † 27. Juni 1458 in Neapel) war der älteste Sohn König Ferdinands des Gerechten und seiner Ehefrau Eleonore Urraca von Kastilien. Mit 20 Jahren bestieg er als Nachfolger seines Vaters den Thron des Königreichs Aragonien. Als Alfons I. war er auch König von Neapel und Sizilien.

## Leben
Um 1419 sandte Alfons eine Flotte nach Korsika, um die Insel in Besitz zu nehmen.
Von Johanna II. von Neapel zu Hilfe gerufen, besiegte Alfons V. 1421 ihre Feinde Muzio Attendolo Sforza und Ludwig III. von Anjou und nahm Giovanni Caracciolo fest, den ihm feindlichen Liebling der Königin. Daraufhin erklärte Johanna Alfons V. seiner Ansprüche auf Neapel für verlustig und adoptierte Ludwig von Anjou. Alfons V. behauptete vorerst nur den Besitz weniger Plätze.
Nach dem Tod Johannas am 2. Februar 1435 und der Einsetzung des Herzogs René I. von Lothringen zum Erben, der damals vom Haus Burgund in Gefangenschaft gehalten wurde, begann Alfons die Belagerung Neapels. Bei der Belagerung Gaetas aber wurde er am 5. August 1435 in der Seeschlacht bei der Insel Ponza von der genuesischen Flotte geschlagen, mit seinem Bruder gefangen genommen und dem Herzog Filippo Maria Visconti von Mailand ausgeliefert (1435). Jedoch gelang es Alfons V., seine Freilassung zu erwirken und die Unterstützung Mailands zu gewinnen. Nach fünfjährigem Kampf erreichte er vom Papst Eugen IV. die Belehnung mit Neapel (1442).
Im Jahr 1445 wurde er als erster ausländischer König in den burgundischen Orden vom Goldenen Vlies gewählt, sein Beitritt erfolgte aber erst zwei Jahre später.
Im östlichen Mittelmeerraum verfolgte Alfons die Politik seiner Vorgänger, der Anjous. Er hoffte auf die Wiedererrichtung des lateinischen Kaiserreiches in Konstantinopel und dessen Krone. So bemühte er sich um Bündnisse mit den verschiedenen Machthabern des Balkans, um dem zunehmend an Macht gewinnenden Osmanischen Reich und der konkurrierenden Republik Venedig begegnen zu können.
Er galt als kluger und milder Herrscher, wenn auch zu Prachtliebe und Wollust geneigt. Den Wissenschaften zugewandt, gründete er 1434 die Universität von Catania in Sizilien. Nach dem Fall von Konstantinopel 1453 nahm er die aus der Stadt geflüchteten Gelehrten auf. Er starb am 27. Juni 1458. In seinen Erbstaaten folgte ihm sein Bruder Johann II., König von Navarra, in Neapel sein vom Papst legitimierter Sohn Ferdinand.

## Ehe und Nachkommen
Alfons heiratete am 12. Juni 1415 Maria (1401–1458), Tochter des Königs Heinrich III. von Kastilien. Die Ehe blieb kinderlos. Alfons hinterließ drei außerehelich geborene Kinder mit Giraldona Carlino:
- Ferdinand (1424–1494), König von Neapel
- Maria († 1449) ⚭ 1444 Leonello d’Este, Markgraf von Ferrara
- Leonora ⚭ 1444 Mariano Marzano, Fürst von Squillace